# 流沙河鎮
流沙河鎮（りゅうさがちん）は中華人民共和国湖南省長沙市寧郷市の鎮。

## 行政区画
- 流沙河社区
- 荷林社区
- 紅梅村
- 石奇村
- 合興村
- 洪塘村
- 瓦子坪村
- 長盛村
- 清江村
- 罘罳村
- 大田方村
- 碼聯村
- 赤新村
- 高山村
- 高華村
- 蓮花村
- 山林街村
- 草沖村
- 扶沖村
- 蘇家亭村

## 経済

### 名物・特産品
- 草沖猪（寧郷花猪）
- たばこ
- 花崗岩

## 地理
流沙河鎮は寧郷市の南西部に位置し、北は沙田郷、黄材鎮と、東は老糧倉鎮、灰湯鎮と、西は青山橋鎮と、南は湘郷市とそれぞれ接している。
- 河川：楚江
- ダム湖：奇観水庫
- 山：罘罳峰、株木山、大墓山、鼐鼎山、仙女峰

## 教育
- 初級中学：流沙河中学
- 高級中学：寧郷七中

## 交通

### 鉄道
- 洛湛線

### 道路
- 省道：S209、1810省道
- 高速道路：益婁衡高速道路、長韶婁高速道路

## 観光
- 金鳳禅寺
- 見道庵
- 林山寺
- 関王橋
- 蘇家亭
- 響水洞
- 井塘湾
- 黄泥坳